# メル尺度
メル尺度（メルしゃくど、英語: mel scale）は、音高の知覚的尺度である。メル尺度の差が同じであれば、人間が感じる音高の差が同じになることを意図している。
1937年、Stanley Smith Stevens、John Volkman、Edwin Newman が提案した。この尺度と通常の周波数測定値との基準点として、1000Hzの音（聴取者のしきい値から40dB上）を1000メル (mels) の音高と定義する。約500Hzより高くなると、音高が同じだけ増加したと感じる音程（音高の差）は大きくなっていく。結果として、周波数で4オクターヴ上がる間にメル尺度では2オクターヴしか上がらない。メル (mel) という名称は、「メロディ (melody)」に由来し、音高の比較に基づく尺度であることを示している。

## 換算式

周波数/Hzとメル尺度 (基準周波数 700 Hz) の関係

周波数パラメータの取り方によりいくつかの変種があるが、周波数 {\displaystyle f\ } をメル尺度 {\displaystyle m\ } に変換する一般式は
{\displaystyle m=m_{0}\ln \left({\frac {f}{f_{0}}}+1\right)}
で、逆変換は
{\displaystyle f=f_{0}\left(\exp {\frac {m}{m_{0}}}-1\right)}
である。{\displaystyle f_{0}\ } は自由パラメータの周波数パラメータで、{\displaystyle m_{0}\ } は「1000 Hz は1000メル」という制約から導かれる式
{\displaystyle m_{0}={\frac {1000}{\ln \left({\frac {1000\,\mathrm {Hz} }{f_{0}}}+1\right)}}}
で算出される従属パラメータである。
これらの式から、
- 周波数≪周波数パラメータ なら、メル尺度は周波数にほぼ比例する。
- 周波数が増えるほど、メル尺度の増え方は緩慢になる。
- 周波数≫周波数パラメータ なら、メル尺度はほぼ周波数の対数の一次関数になる。

などがわかる。
式は周波数パラメータのみによって決まり、よく使われる式には
{\displaystyle m=1127.010480\ln \left({\frac {f}{700\,\mathrm {Hz} }}+1\right)}  (Stevens & Volkman 1940; Beranek 1949; O’Shaughnessy 1987)
{\displaystyle m=1442.695041\ln \left({\frac {f}{1000\,\mathrm {Hz} }}+1\right)=1000\log _{2}\left({\frac {f}{1000\,\mathrm {Hz} }}+1\right)}  (Fant 1968)
{\displaystyle m=1046.55994\ln \left({\frac {f}{625\,\mathrm {Hz} }}+1\right)}  (Lindsay & Norman 1977)
がある。